# Huantsán
Lo Huantsán, chiamato anche Nevado Huantsán, è una montagna della Cordillera Blanca, sulle Ande, alta 6.395 m. È situato in Perù, nella regione di Ancash. Con lo Huandoy è la seconda montagna per altezza della Cordillera Blanca, dietro lo Huascarán.

## Descrizione
Lo Huantsan presenta quattro cime distinte, tre delle quali superano i 6.000 m:
- Huantsán (6.395 m)
- Huantsán Ovest (6.270 m)
- Huantsán Nord (6.113 m)
- Huantsán Sud (5.913 m)

## Alpinismo
La prima salita alla cima principale risale al 7 luglio 1952, quando la guida francese Lionel Terray giunse in cima aprendo una via sulla cresta nord-nordovest con due clienti olandesi. La stessa cordata franco-olandese ha compiuto la prima ascensione dello Huantsán Nord, risalendone la cresta nord-ovest. Una numerosa cordata italiana, guidata da Casimiro Ferrari ha toccato per prima, il 20 giugno 1976, la sommità dello Huantsán Ovest, risalendo lo scivolo sud-ovest; lo Huantsán Sud, invece, è stato conquistato il 23 giugno 1967 dalla cordata dei giapponesi Kobayashi, Miyashita, Hayashi, Homatsu e Nishigori.
In generale lo Huantsán è considerato una montagna tecnicamente difficile da salire e conta ancora uno scarso numero di ascensioni.